# Камерон (Јужна Каролина)
Камерон (енгл. Cameron) град је у америчкој савезној држави Јужна Каролина.

## Демографија
По попису из 2010. године број становника је 424, што је 25 (-5,6%) становника мање него 2000. године.
| Група             | 2000.       | 2010.       |
| Белци             | 267 (59,5%) | 268 (63,2%) |
| Афроамериканци    | 182 (40,5%) | 143 (33,7%) |
| Азијати           | 0 (0,0%)    | 1 (0,2%)    |
| Хиспаноамериканци | 0 (0,0%)    | 5 (1,2%)    |
| Укупно            | 449         | 424         |